# Renfe série 318
La série 1800, ou 318, trouve son origine dans le très ambitieux "plan Galice" lancé en 1957, qui visait à permettre le transport par voie ferrée du minerais de fer de la zone minière de Ponferrada vers les ports de Vigo et La Corogne tout en éliminant la traction vapeur. Le plan quinquennal de modernisation prévoit l'acquisition de près de 900 locomotives diesel, dont 50 au titre de la Galice. Sur ces 50, 30 devaient être fournies par l'industrie américaine, les 20 autres par l'industrie nationale en collaboration avec l'industrie française. Les finances ne suivant pas, ce plan ne verra jamais le jour. Il se concrétise pourtant partiellement avec l'acquisition des 1800. Dans le cadre de la guerre froide, le Pentagone considère l'Espagne comme un bastion essentiel de son système de défense en Europe occidentale, et il est prêt à débloquer des crédits à ce titre. Le 23 octobre 1957, la Renfe reçoit un crédit de 8 millions de dollars afin d'acheter 22 locomotives diesel. Devant les bons résultats obtenus par la série 316, c'est la firme ALCO qui est retenue. Le contrat est signé le 27 mai 1958, pour un montant de 6 739 500 dollars.

## Conception

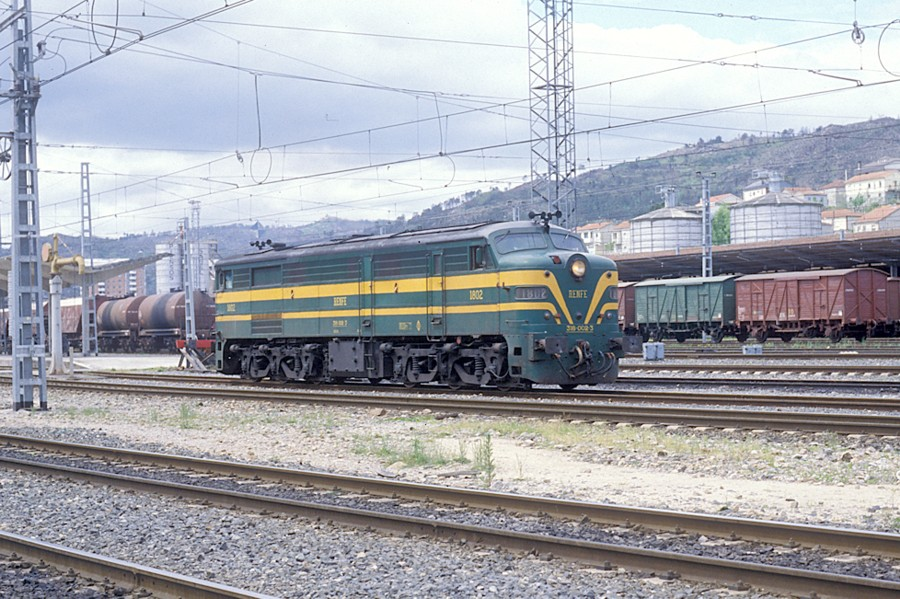
La 318-002

Les 1800 sont du modèle DL 500 C d'ALCO, correspondant au type FPD 8 du constructeur. Toute la série est construite aux États-Unis et arrive à Santander à bord des cargos "Sir John Franklin" et "American leader" entre les 23 et 29 juillet 1958. Elles sont aussitôt transférées à l'usine Euskalduna pour montage des éléments de traction et de choc et mise au point. Elles portent alors leur livrée d'origine, argent à bandes vertes.
Les trois premières unités, disponibles dès le mois d'août, partent aussitôt pour Madrid.
Détail des livraisons :
| N° origine  | N° UIC                | Constructeur | N° Usine      | Année |
| 1801 à 1806 | 318-001-5 à 318-006-4 | ALCO         | 82622 à 82627 | 1958  |
| 1807 à 1824 | 318-007-2 à 318-024-7 | ALCO         | 82648 à 82665 | 1958  |

## Service
Au fur et à mesure des livraisons, les 24 machines de la série 1800 sont affectées au dépôt de Monforte de Lemos pour assurer du service entre Zamora et Orense. Plus puissantes que les 316, on les retrouve rapidement en tête des express et marchandises lourds vers Saint-Jacques-de-Compostelle, La Corogne, Vigo. Fin 1958, deux unités sont détachées à Valence pour participer à la campagne "orangère". Devant les bons résultats obtenus, quatre unités seront détachées à Valence chaque année jusqu'en 1964. Dès les origines, elles assurent également la remorque des trains de marée entre La Corogne et Medina del Campo, où elles sont remplacées par une 242f qui assure la fin du parcours vers Madrid.
En 1961, les services des 1800 sont étendus vers Salamanque, puis vers Segovie et Avila l'année suivante. C'est au cours des années 1960 que les 1800 reçoivent la nouvelle livrée verte et jaune, tandis qu'elles émigrent du dépôt de Monforte de Lemos à celui d'Orense. Mais leur rayon d'action commence à diminuer, du fait de l'électrification de la section Ponferrada-Monforte de Lemos en 1964, de la livraison des nouvelles machines de la série 321 qui les remplacent en tête des express, et de la disparition du trafic minéralier vers les ports de Galice en 1968.
Seule la 318-009 semble avoir reçu la livrée "taxi" à l'issue d'une grande réparation consécutive à un accident.
Elles poursuivent une carrière sans histoires jusqu'à la fin des années 1980, où l'on commence à cannibaliser certaines machines pour entretenir le reste de la série faute de pièces détachées. Dès lors, le déclin est rapide. 13 unités sont déjà garées en 1992, les survivantes étant encore utilisées sur la ligne du col de Pajares. La Renfe conserve l'espoir de les revendre à d'autres administrations. Mais les chemins de fer indiens, argentins et angolais se désistent. Les 17 unités encore en service sont donc réformées fin 1994.
Quelques machines sont préservées :
- La 318-008, propriété de l'association des amis du chemin de fer de Saint-Jacques-de-Compostelle (ACAF) reste longtemps garée à Vedra-Rivadulla. Repeinte en vert et jaune, elle est installée dans les jardins de la gare de Saint-Jacques-de-Compostelle en 2005 et sert de salle de projection arès démontage de tous les équipements intérieurs.
- La 318-009 est rachetée par l'entreprise de génie ferroviaire TECSA le 2 mars 1994. Depuis, on a pu la voir sur divers chantiers.